# Rychnovek
Rychnovek är en ort i Tjeckien. Den ligger i den nordöstra delen av landet, 110 km öster om huvudstaden Prag. Rychnovek ligger 265 meter över havet och antalet invånare är 589.
Terrängen runt Rychnovek är platt.Runt Rychnovek är det ganska glesbefolkat, med 40 invånare per kvadratkilometer. Närmaste större samhälle är Hradec Králové, 19,1 km sydväst om Rychnovek. Trakten runt Rychnovek består till största delen av jordbruksmark.